# Bundesliga niemiecka w koszykówce kobiet
Bundesliga niemiecka w koszykówce kobiet (niem. Damen-Basketball-Bundesliga, oficjalny skrót DBBL) – najwyższa w hierarchii klasa żeńskich ligowych rozgrywek koszykarskich w Niemczech, będąca jednocześnie najwyższym szczeblem centralnym (I poziom ligowy). Od 2001 liga jest zarządzana przez Niemiecką Federację Koszykówki. Pod nazwą Damen-Basketball-Bundesliga funkcjonuje od 1971.

## Zespoły w sezonie 2018-19
- TV Saarlouis Royals
- BC Pharmaserv Marburg
- Eintracht Braunschweig
- Chemcats Chemnitz
- flippo Baskets BG
- Eisvögel USC Freiburg
- Herner TC
- Rutronik Stars Keltern
- XCYDE Angels
- TSV 1880 Wasserburg
- TK Hannover

## Lista  mistrzyń Niemiec
- 1947 TC Jahn 1883 Monachium
- 1948 TC Jahn 1883 Monachium
- 1949 TSC Spandau 1880
- 1950 TC Jahn 1883 Monachium
- 1951 TC Jahn 1883 Monachium
- 1952 Heidelberger TV 1846
- 1953 Neuköllner SF
- 1954 Heidelberger TV 1846
- 1955 Heidelberger TV 1846
- 1956 Heidelberger TV 1846
- 1957 Heidelberger TV 1846
- 1958 Heidelberger TV 1846
- 1959 Heidelberger TV 1846
- 1960 Heidelberger TV 1846
- 1961 TV Augsburg 1847
- 1962 TV Gross-Gerau
- 1963 Heidelberger TV 1846
- 1964 TV Augsburg 1847
- 1965 ATV 1877 Düsseldorf
- 1966 1. SC 05 Göttingen
- 1967 ATV 1877 Düsseldorf
- 1968 1. SC 05 Göttingen
- 1969 VfL Lichtenrade
- 1970 1. SC 05 Göttingen
- 1971 1. SC 05 Göttingen
- 1972 1. SC 05 Göttingen
- 1973 Heidelberger SC
- 1974 1. SC 05 Göttingen
- 1975 DJK Agon 08 Düsseldorf
- 1976 Düsseldorfer BG
- 1977 Düsseldorfer BG
- 1978 Bayer Leverkusen
- 1979 Bayer Leverkusen
- 1980 DJK Agon 08 Düsseldorf
- 1981 DJK Agon 08 Düsseldorf
- 1982 DJK Agon 08 Düsseldorf
- 1983 DJK Agon 08 Düsseldorf
- 1984 DJK Agon 08 Düsseldorf
- 1985 DJK Agon 08 Düsseldorf
- 1986 DJK Agon 08 Düsseldorf
- 1987 DJK Agon 08 Düsseldorf
- 1988 DJK Agon 08 Düsseldorf
- 1989 BTV 1846 Wuppertal
- 1990 DJK Agon 08 Düsseldorf
- 1991 DJK Agon 08 Düsseldorf
- 1992 Lotus Munich
- 1993 BTV 1846 Wuppertal
- 1994 BTV 1846 Wuppertal
- 1995 BTV 1846 Wuppertal
- 1996 BTV 1846 Wuppertal
- 1997 BTV 1846 Wuppertal
- 1998 BTV 1846 Wuppertal
- 1999 BTV 1846 Wuppertal
- 2000 BTV 1846 Wuppertal
- 2001 BTV 1846 Wuppertal
- 2002 BTV 1846 Wuppertal
- 2003 BC Marburg
- 2004 TSV 1880 Wasserburg
- 2005 TSV 1880 Wasserburg
- 2006 TSV 1880 Wasserburg
- 2007 TSV 1880 Wasserburg
- 2008 TSV 1880 Wasserburg
- 2009 Saarlouis Royals
- 2010 Saarlouis Royals
- 2011 TSV 1880 Wasserburg
- 2012 Wolfenbüttel Wildcats
- 2013 TSV 1880 Wasserburg
- 2014 TSV 1880 Wasserburg
- 2015 TSV 1880 Wasserburg
- 2016 TSV 1880 Wasserburg
- 2017 TSV 1880 Wasserburg
- 2018 Rutronik Stars Keltern
- 2019 Herner TC